# Microbioteri (gènere)
|  | Per a altres significats, vegeu «Microbioteri (ordre)». |

Els microbioteris (Microbiotherium) foren un gènere extint de marsupials microbioteris de la família Microbiotheriidae. Se n'han trobat restes fòssils a l'Argentina (Eocè) i Xile (Miocè).